# رونان كيتينغ
رونان باتريك جون كيتينغ (ولد في 3 مارس 1977) فنان تسجيلي ومغني، موسيقي ايرلندي، ظهر لأول مرة في عام 1994 بعتباره المغني الرئيسي لفرقة بويزون الايرلندية مع كيث دافي، مايكل غراهام، شين لينش وستيفن غاتيلي.

## روابط خارجية
- رونان كيتينغ على موقع IMDb (الإنجليزية)
- رونان كيتينغ على موقع ميتاكريتيك (الإنجليزية)
- رونان كيتينغ على موقع روتن توميتوز (الإنجليزية)
- رونان كيتينغ على موقع ألو سيني (الفرنسية)
- رونان كيتينغ على موقع ميوزك برينز (الإنجليزية)
- رونان كيتينغ على موقع أول موفي (الإنجليزية)
- رونان كيتينغ على موقع قاعدة بيانات الأفلام السويدية (السويدية)
- رونان كيتينغ على موقع إن إن دي بي (الإنجليزية)
- رونان كيتينغ على موقع أول ميوزيك (الإنجليزية)
- رونان كيتينغ على موقع ديسكوغز (الإنجليزية)
- Ronan Keating – The Official Website
- Marie Keating Foundation نسخة محفوظة 26 يناير 2008 على موقع واي باك مشين.
- Ronan Keating "This is Who I Am" Interview – Heat World, June 2009
- FAO Goodwill Ambassador website